# جولین فابری
جولین فابری (انگلیسی: Julien Fabri؛ زادهٔ ۵ فوریهٔ ۱۹۹۴) بازیکن فوتبال اهل فرانسه است.
از باشگاه‌هایی که در آن بازی کرده‌است می‌توان به باشگاه فوتبال المپیک مارسی و باشگاه فوتبال استاد برستوا ۲۹ اشاره کرد.